# Любстувек (Великопольське воєводство)
Любстувек (пол. Lubstówek) — село в Польщі, у гміні Сомпольно Конінського повіту Великопольського воєводства.
Населення — 273 особи (2011).
У 1975-1998 роках село належало до Конінського воєводства.

## Демографія
Демографічна структура станом на 31 березня 2011 року:
|          | Загалом | Допрацездатний вік | Працездатний вік | Постпрацездатний вік |
| -------- | ------- | ------------------ | ---------------- | -------------------- |
| Чоловіки | 137     | 26                 | 88               | 23                   |
| Жінки    | 136     | 41                 | 65               | 30                   |
| Разом    | 273     | 67                 | 153              | 53                   |